# 阿拉伯联合酋长国护照
阿拉伯联合酋长国护照（阿拉伯语：جواز سفر إماراتي）是阿拉伯聯合酋長國签发予阿拉伯联合酋长国公民的旅行证件。阿联酋内政部于2011年12月11日开始签发生物特征护照，使其成为继卡塔尔之后第二个使用生物特征护照的海湾阿拉伯国家合作委员会国家。
在阿联酋成立之前，原阿布扎比、沙迦、迪拜、阿治曼、富查伊拉、乌姆盖万六个酋长国便承担起签发共同旅行证件的责任。 这些旅行证件使用阿拉伯文和英文， 往往参考同时期控制这片地区的英国。
阿拉伯联合酋长国护照的签发费用是世界上护照签发费用最低之一，只需40迪拉姆（10.90美元）。

## 類別
按照相關法例，阿聯酋護照分為五種，詳列如下：
- 普通護照（深藍色封面）：主要向一般公民簽發。
- 特別護照（綠色封面）：向阿聯酋皇室成員、國會成員，以及前任高官簽發，效用等同外交護照。
- 外交護照（紅色封面）：向外交官及其家屬簽發。
- 服務/臨時護照（靘色封面）：向在外工作的公民，以及在當地工作的非公民發出（後者不能以此證明居留權）。
- 緊急護照（灰色封面）：向遺失護照的公民發出，以供其回國之用。

## 特征
第一页和最后一页是由硬纸制成的，比旧版本的护照要厚——这一措施使得护照直到过期都可以保持良好的状态。第一页包含謝赫扎耶德大清真寺的水彩画轮廓，最后一页包含圆顶和塔器的实际清真寺的图纸。该护照身份页的所有资料都是印刷和层压版本，不像其他国家可能都用手写的信息。新的护照包含用来解析名称重复的数据，而名字重复正是旧护照存在的一大问题。阿联酋是卡塔尔之后，第二个签发电子护照的海湾阿拉伯国家合作委员会成員國，并且新签发的护照具有更先进的技术。所有的国际机场已经通报了新护照，使阿联酋国民可以开始使用他们的新护照在他们出国旅行。
所有護照均為62頁。

### 個人資料頁
護照第二頁的「個人資料頁」包括以下資料：
- 護照擁有人照片
- 證件代號（P，不論護照類別都一樣）
- 國家代碼（ARE，按照ISO 3166-1三位字母代碼中阿聯酋的代碼）
- 護照編號（九位，數字加字母，目前使用的字母有C、F-H、J-N、P、R、T、V-Z）
- 護照持有人全名
- 生日
- 性別
- 國籍
- 出生地
- 簽發日
- 到期日
- 發證機關
- 擁有人簽署

全部資料均為英文及阿拉伯文對照。

## 申请护照所需材料
- 户籍证明原版或者复印件
- 个人照片
- 身份证原件或复印件（如果未被录入）[4]

## 旅行待遇
根据2025年1月8日发布的亨利护照指数，阿拉伯联合酋长国护照护照可免签证、落地签证或电子签证入境185个国家和地区，位居世界第10，与拉脱维亚、立陶宛、斯洛文尼亚护照并列。

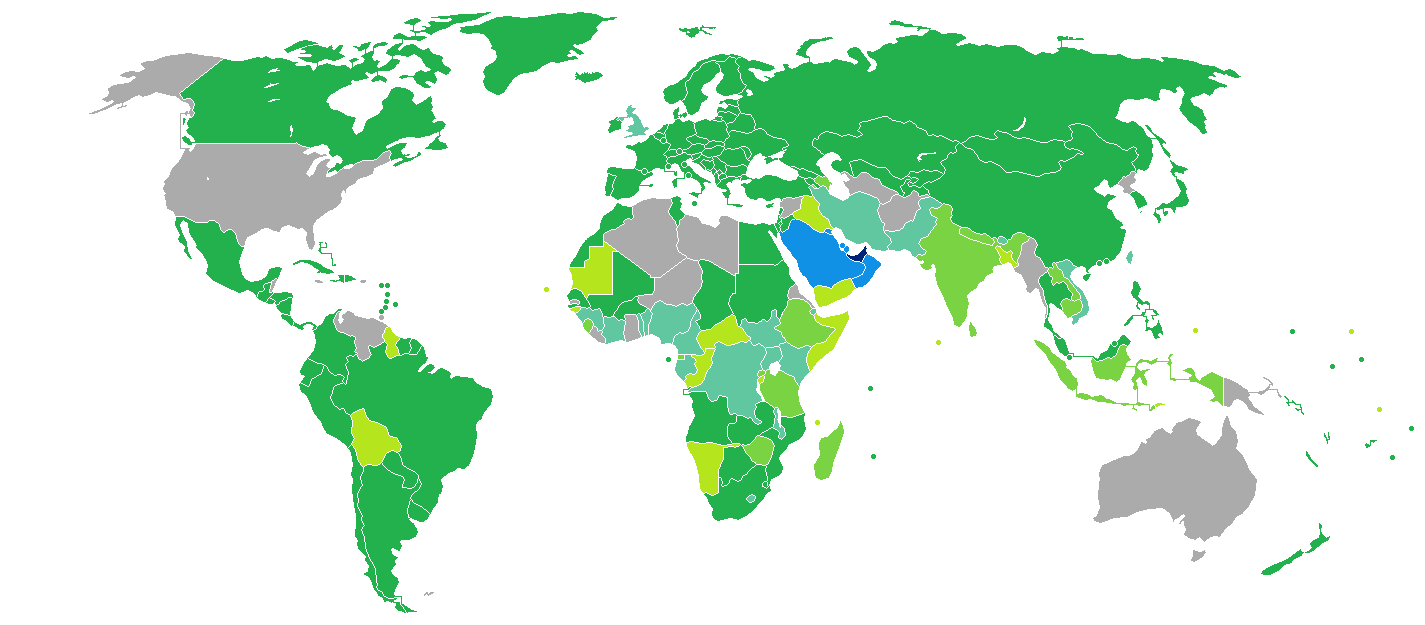
阿拉伯聯合酋長國公民簽證要求
阿拉伯聯合酋長國
可自由遷徙
免簽證
落地簽證
電子簽證
落地或電子簽證
需事先辦理簽證

## 历史版本图片

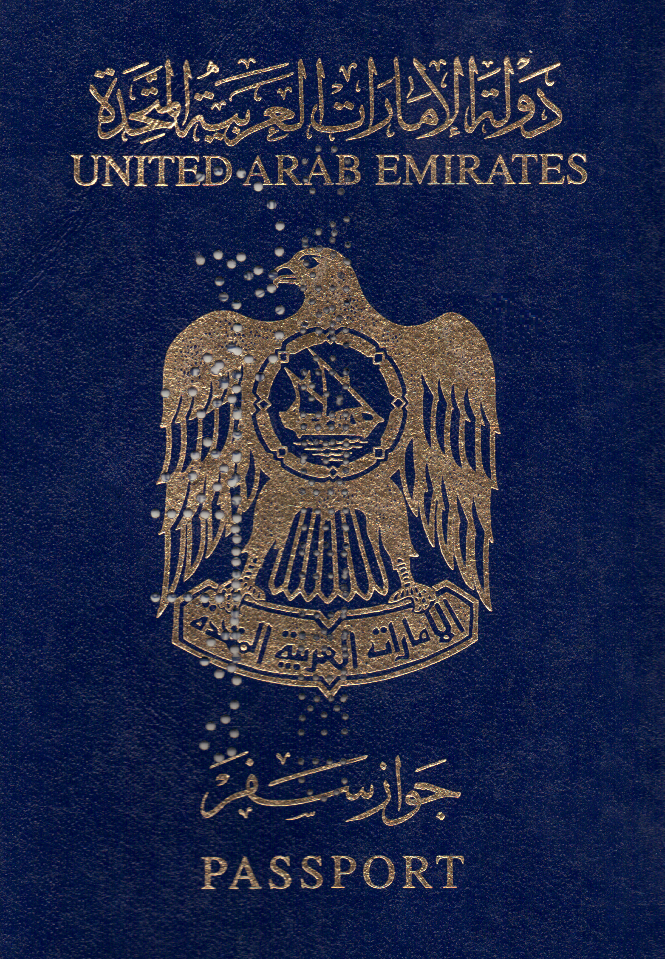
在2011年之前的阿拉伯联合酋长国护照

## 资源
- 阿拉伯联合酋长国内政部官方网站 （页面存档备份，存于）